# Gisslevik
Gisslevik är en ort belägen utefter länsväg K 748 och länsväg K 750 i Torhamns socken i Karlskrona kommun. Från 2015 avgränsar SCB här en småort.